# Imeneo
Imeneo oder Hymen (HWV 41) ist eine Oper (Dramma per musica, Serenata) in drei Akten von Georg Friedrich Händel. Sie ist seine vorletzte Oper, bevor er sich ganz dem englischsprachigen Oratorium zuwandte. Die Blütezeit der italienischen Oper in London, die Händel maßgeblich geprägt hatte, ging nach fast dreißig Jahren zu Ende.

## Entstehung
Die Komposition des Imeneo fällt in eine Zeit der Neuorientierung Händels. 1733 hatte er ein Monopol verloren. Bis dahin war er der Leiter des einzigen italienischen Opernunternehmens, der Royal Academy of Music, gewesen: Er konnte die repräsentativen Räumlichkeiten des King’s Theatre am Haymarket nutzen und galt sowohl in schöpferischer als auch in praktischer Hinsicht als die einflussreichste Persönlichkeit auf dem Gebiet der Oper. Dann eroberte ein rivalisierendes Unternehmen, die Opera of the Nobility („Adelsoper“), seit 1734 das King‘s Theatre, und Händel sah sich genötigt, seine Aufführungen an anderen Häusern unterzubringen. Das tat er zunächst in John Richs neuem Theater in Covent Garden, wo er immerhin drei Spielzeiten im Wettstreit mit der Adelsoper veranstaltete. In diesen Jahren produzierte er einige herausragende neue Opern, und er entwickelte die Gattung des englischsprachigen Oratoriums.

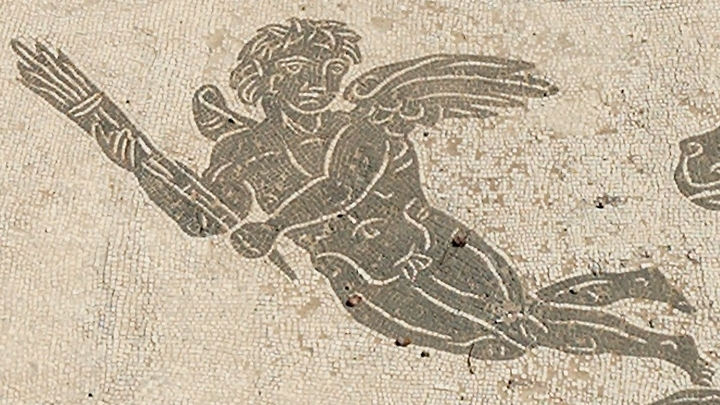
Geflügelter Hymenaios mit Hochzeitsfackel, Neptuntherme, Ostia Antica

Doch er musste um sein Publikum kämpfen: Nicht genug, dass es in London zu wenig Opernfreunde und -mäzene gab, um zwei Häuser zu unterhalten, die neue Adelsoper hatte es auch verstanden, Händels beste Sänger abzuwerben und den berühmten Kastraten Farinelli nach London zu locken. In den Jahren 1737/38, als der wirtschaftliche Zusammenbruch beider Gesellschaften durch den ruinösen Wettbewerb offensichtlich wurde, versuchte man, die Reste beider Konkurrenten miteinander zu vereinigen, und Händel erklärte sich bereit, im Auftrag des im King‘s Theatre verbliebenen Unternehmens, das inzwischen „ihren“ Farinelli verloren hatte, einige italienische Opern zu schreiben. Den im ersten Halbjahr 1738 erstmals aufgeführten Faramondo und Serse war nur mäßiger Erfolg beschieden und es wurde immer deutlicher, dass es mit der italienischen Oper in London bergab ging.
Die Resonanz auf die Subskription für die nächste Saison, die Händels Geschäftspartner Heidegger im Mai anbot, war dann auch so gering, dass das Projekt abgebrochen werden musste und er in einer Londoner Zeitung seinen Rückzug verkündete:

“WHEREAS the Opera’s for the ensuing Season at the King’s Theatre in the Hay-Market, cannot be carried on as was intended, by Reason of the Subscription not being full, and that I could not agree with the Singers, tho’ I offer’d One Thousand Guineas to One of them: I therefore think myself oblig’d to declare, that I give up the Undertaking for next Year, and that Mr. Drummond will be ready to repay the Money paid in, upon the Delivery of his Receipt; I also take this Opportunity to return my humble Thanks to all Persons, who were pleas’d to contribute towards my Endeavours of carrying on that Entertainment. J. J. Heidegger.”

„Da die Opern in der kommenden Spielzeit im King's Theatre am Haymarket nicht wie geplant weitergeführt werden können, nachdem die Subskriptionen nicht ausverkauft wurden und ich mich mit den Sängern nicht einigen konnte, obwohl ich einem von ihnen eintausend Guineen [vermutlich Caffarelli] bot, sehe ich mich zu der Erklärung gezwungen, dass ich das Unternehmen im nächsten Jahr aufgebe und dass Herr Drummond das einbezahlte Geld auf Vorlage der Quittung zurückerstatten wird; bei dieser Gelegenheit möchte ich auch all jenen meinen bescheidensten Dank aussprechen, die so freundlich waren, mich in meinem Bemühen um die Fortführung der Veranstaltungen zu unterstützen. J. J. Heidegger.“

Doch Händel hatte die Gefahr rechtzeitig erkannt: zwei Tage zuvor hatte er die Arbeit an seinem Oratorium Saul begonnen, welches ihm offenbar erhebliche Probleme bereitete, wie man an zahlreichen Korrekturen und verworfenen Nummern sehen kann. Obwohl die Arbeit an Saul schon weit gediehen war, schien er damit doch vorerst überfordert und legte die Partitur Anfang September beiseite, um mit einer weiteren italienischen Oper, Imeneo zu beginnen, für dessen Aufführung eigentlich keine Gelegenheit in Aussicht stand, denn es fehlten ihm sowohl die Sänger, als auch das Theater und das Publikum. Seine Eintragungen im Autograph lauten: „Ouverture, den 9. Sept. 1738, Son̄abend“; „Fine dell’Atto lmo den 14. Sept. 1738“; „Fine dell’Atto 2do den 17. September“ und „Fine dell’Opera den 20. Septembr. 1738“. Die Oper war jedoch noch nicht vollständig, denn er schrieb nur die meisten Arien des Werkes, doch kaum etwas der Rezitative. Als er feststellte, dass es ihm zur Aufführung in der nächsten Saison an geeigneten Sängern fehlte, legte er das Werk beiseite. In diesem Stadium war die Partie des Imeneo mit einem Tenorschlüssel versehen, ganz so, als habe Händel damit gerechnet, dass der englische Sänger John Beard die Partie auf die Bühne bringen würde.
Gleichgültig, unter welchem Gesichtspunkt man Händels Laufbahn im Nachhinein betrachtet, eine Tatsache sticht immer hervor: seine hartnäckige Weigerung, vom Theater, seiner eigentlichen Berufung, abzulassen. Weder finanzielle noch gesundheitliche Katastrophen kamen dagegen an, selbst angesichts eines desinteressierten Publikums, eines veränderten Musikgeschmacks und Gerüchten über seine schwindende Macht blieb er standhaft.
Wie man einem Brief vom 19. September 1738 von Charles Jennens, dem Librettisten des Saul, entnehmen kann, nahm er danach jedoch bald wieder das Oratorium in die Hand und beendete es am 27. September. Nach Heideggers Rückzug ging Händel wieder zu seinem alten Prinzip über, Spielzeiten und Programme selbst zu planen. Gleichwohl sah er sich zwei praktischen Problemen gegenüber: einmal galt es, die passenden Räumlichkeiten zu finden, zum andern war eine gute Sängerriege zusammenzustellen. Vorläufig konnte er noch am King's Theatre bleiben. Schon wenige Tage nach Fertigstellung des Saul begann er die Arbeit an Israel in Egypt – einem von jenem sehr verschiedenen Werke –, das er am 11. Oktober fertigstellte.
Am Haymarket brachte Händel im Januar 1739 zunächst den Saul heraus, im Februar und März folgten Wiederaufnahmen des Alexander-Fests, im April die Uraufführung von Israel in Egypt und mit dem Pasticcio Giove in Argo (Jupiter in Argos) ein Versuch, doch wieder italienische Oper im Spielplan zu platzieren. Währenddessen beschäftigte er sich wieder mit der Partitur des Imeneo, nahm deutliche Revisionen vor und schrieb auch etliche Rezitative – offenbar in der Hoffnung, das Stück am Ende der aktuellen Saison noch aufführen zu können. Es scheint, dass er zu diesem Zeitpunkt auch einige italienische Sänger verpflichten wollte. Doch die Erwartungen zerschlugen sich.
Mit Saul und Israel war die Phase des Experimentierens jedoch noch nicht zu Ende: am 24. September 1739 wurde John Drydens Ode for St. Cecilia’s Day beendet. Für die neue Spielzeit mietete Händel von John Rich das kleinere Theater in Lincoln’s Inn Fields, die er genau am Cäcilientag, dem 22. November, mit einem Programm eröffnete, das seine neue Ode und Teile des Alexander-Fests umfasste. Doch die schlechte Witterung einerseits, der Krieg gegen Spanien andererseits schmälerten seine Erfolgsaussichten. Mit Blick auf den außergewöhnlich kalten Winter, in dem man auf der zugefrorenen Themse Ochsen am Spieß braten konnte, versprach die Theaterverwaltung in der Daily Post:

“Particular Care has been taken to have the House well-air’d; and the Passage from the Fields to the House will be cover’d for.”

„Besondere Vorkehrungen werden getroffen, um das Haus warmzuhalten, und der Durchgang zwischen den Fields und dem Haus soll zur größeren Annehmlichkeit überdacht werden.“

Als Händel einen Monat darauf die Ode, diesmal gekoppelt mit Acis and Galatea wiederholte, hieß es:

“Particular Care will be taken to have Guards plac’d to keep all the Passages clear from the Mob.”

„Man wird darum bemüht sein, überall Wachen aufzustellen, um den Mob aus den Durchgängen fernzuhalten.“

Händel kämpfte weiter, doch offensichtlich war er der Einzige. In einem Brief berichtet der früh verstorbene Dichter Richard West in frustriertem Ton:

“Plays we have none, or damned ones. Handel has had a concerto this winter. No opera, no nothing. All for war and Admiral Haddock. Farewell and adieu!”

„Schauspiele gibt es keine, oder nur miserable. Händel hat diesen Winter ein Konzert [d. h. eine Konzertreihe] angeboten. Keine Oper, nichts. Alles wegen des Krieges und wegen Admiral Haddock. Tschüss und auf Wiedersehen!“

Das neue Jahr stand unter einem ebenso schlechten Stern. Obwohl vor jeder Tür Vorhänge gespannt waren und ständig geheizt wurde, musste eine Wiederholung von Acis und Galatea verschoben werden:

“Two chief Singers being taken ill.”

„Zwei der wichtigsten Sänger sind erkrankt.“

Dabei hatte Händel das neue Jahr voller Tatendrang begonnen. Während die Einwohner von London an ihren Kaminfeuern saßen, nutzte er die freie Zeit und nahm die Arbeit an einem wiederum von Jennens verfassten Text für die dritte weltliche Ode dieser Spielzeit auf, dem allegorischen Oratorium L’Allegro, il Penseroso ed il Moderato, welches er am 4. Februar 1740 abschloss und erstmals am 27. desselben Monats zur Aufführung brachte. L’Allegro wurde fünfmal gespielt und zusammen mit Wiederaufnahmen von Saul, Esther und Israel in Egypt hatte Händel damit die doch noch ansehnliche Spielzeit beendet. Doch auch diese Teilerfolge reichten nicht aus, um ihn aus dem Dilemma zu retten, in welchem er nun war. Er hatte es mit der Oper versucht, dann mit dem Oratorium und zuletzt mit der Ode – nun sah es so aus, als wären alle Versuche gescheitert. Bei der Ode handelte es sich um eine in ihren Möglichkeiten begrenzte, undramatische Form, es fanden sich zudem nur sehr wenig geeignete Texte. Das Oratorium war dadurch im Nachteil, wie es der Earl of Shaftesbury in seinen Memoirs of Handel (1760) ausdrückte, dass

“[…] his Singers in general not being Capital, nor the Town come into a relish of this Species of Musick.”

„[…] die Sänger im Allgemeinen keine Stars sind und die Stadt diese Art der Musik noch nicht zu genießen weiß.“

Es hatte sich herausgestellt, dass die Oper, der Händels eigentliche Liebe gehörte, unhaltbar war, doch ließen sich weiterhin nur mit ihr die großen Sänger anlocken, mit denen zu arbeiten er gewohnt war und von denen das Gelingen seiner übrigen Projekte abhing. Vielleicht war die Hoffnung, zur Lösung des Dilemmas eine neue Truppe von Opernsängern aufzutreiben, Anlass für Händels Auslandsreise im Sommer 1740. Nur ein einziges Mal wird er in dieser Zeit erwähnt, als er am 9. September in Haarlem die Orgel spielte, ansonsten ist die Reise kaum dokumentiert. Aus einer Notiz des Hamburger Relations-Courier geht hervor, dass er nach Berlin unterwegs war, vielleicht in der Absicht, sich um eine Stelle am Hofe Friedrichs II. zu bemühen. Sollte dies der Fall gewesen sein, kann man daraus schließen, dass eine Rückkehr nach Deutschland selbst zu diesem späten Zeitpunkt für Händel, der längst englischer Staatsbürger war, noch reizvoll gewesen sein muss.
Unmittelbar nach seiner Rückkehr nahm Händel die Arbeit an Imeneo wieder auf, den er zwei Jahre zuvor begonnen hatte. Er beendete die Oper am 10. Oktober und fing am 27. desselben Monats eine neue an: Deidamia, mit der sich von einem Genre verabschiedete, das dreißig Jahre lang der Mittelpunkt seiner englischen Karriere gewesen war. Ein zweites Mal mietete er das Theatre Royal in Lincoln’s Inn Fields; seine Absicht war es, in der neuen Saison mehr theatralische Aufführungen zu präsentieren. Am 8. November brachte er die Serenata Il Parnasso in Festa, erst am 22. November folgte eine weitere und diesmal theatralische Darbietung, nämlich die Uraufführung des Imeneo.
Besetzung der Uraufführung
- Imeneo – William Savage (Bass)

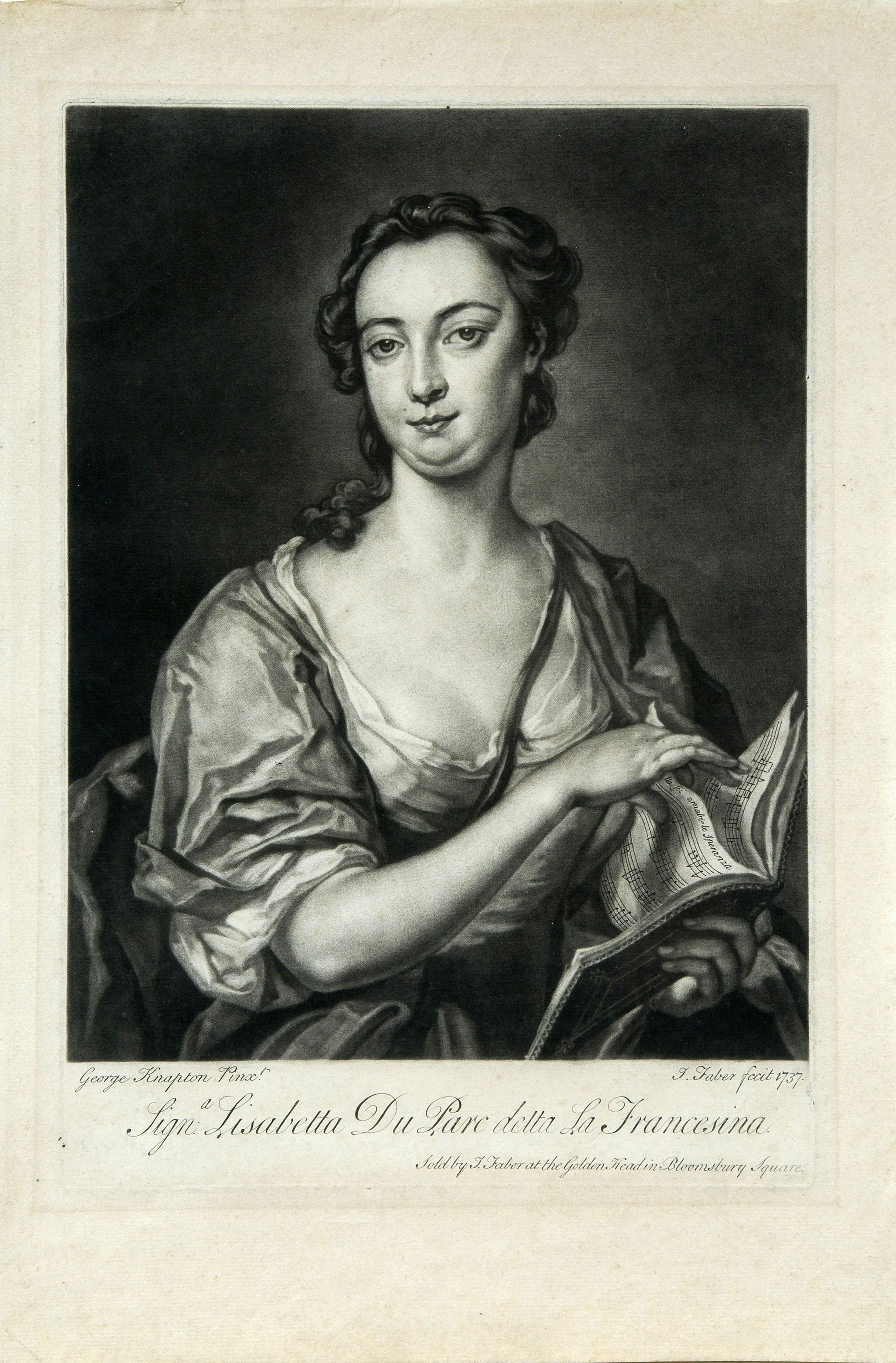
La Francesina John Faber nach George Knapton, 1737, Foundling Museum, London

- Tirinto – Giovanni Battista Andreoni (Mezzosoprankastrat)
- Rosmene – Élisabeth Duparc, genannt „La Francesina“ (Sopran)
- Clomiri – Miss (Mary?) Edwards (Sopran)
- Argenio – Henry Theodore Reinhold (Bass)

Mit dem Kastraten Andreoni, der in der vorangehenden Spielzeit zum ersten Mal am Haymarket aufgetreten war, und der Sopranistin „Francesina“ konnte Händel zwei erstklassige, auf dem Gebiet der italienischen Oper erfahrene Künstler auf die Bühne bringen. Den jugendlichen Imeneo sang William Savage, der im Jahre 1735 als Knabensopran erstmals unter Händel gesungen und mit seinem Auftritt im Oratorium Athalia solch einen Erfolg hatte, dass dieser für ihn die Rolle des Oberto in Alcina schuf. Nun war der Knabe ein junger Mann und seine Stimme fiel ins Bass-Register. Für die Figur der jungen Clomiri, deren Sehnsucht nach Imeneo sich nicht erfüllt, weil dieser Rosmene erobern will, verpflichtete Händel Miss Edwards, die von der Londoner Schauspielerin Kitty Clive sehr gefördert wurde, die allerdings auch nicht verhindern konnte, dass ihre Protegée einem Zeitgenossen wie ein „kleines Mädchen“ vorkam. Anscheinend waren noch in letzter Minute einige Revisionen an der Partitur nötig, um die bescheidenen musikalischen Erfahrungen der jungen Miss Edwards auszugleichen. Später heiratete diese den Schauspieler Thomas Mozeen.

## Libretto

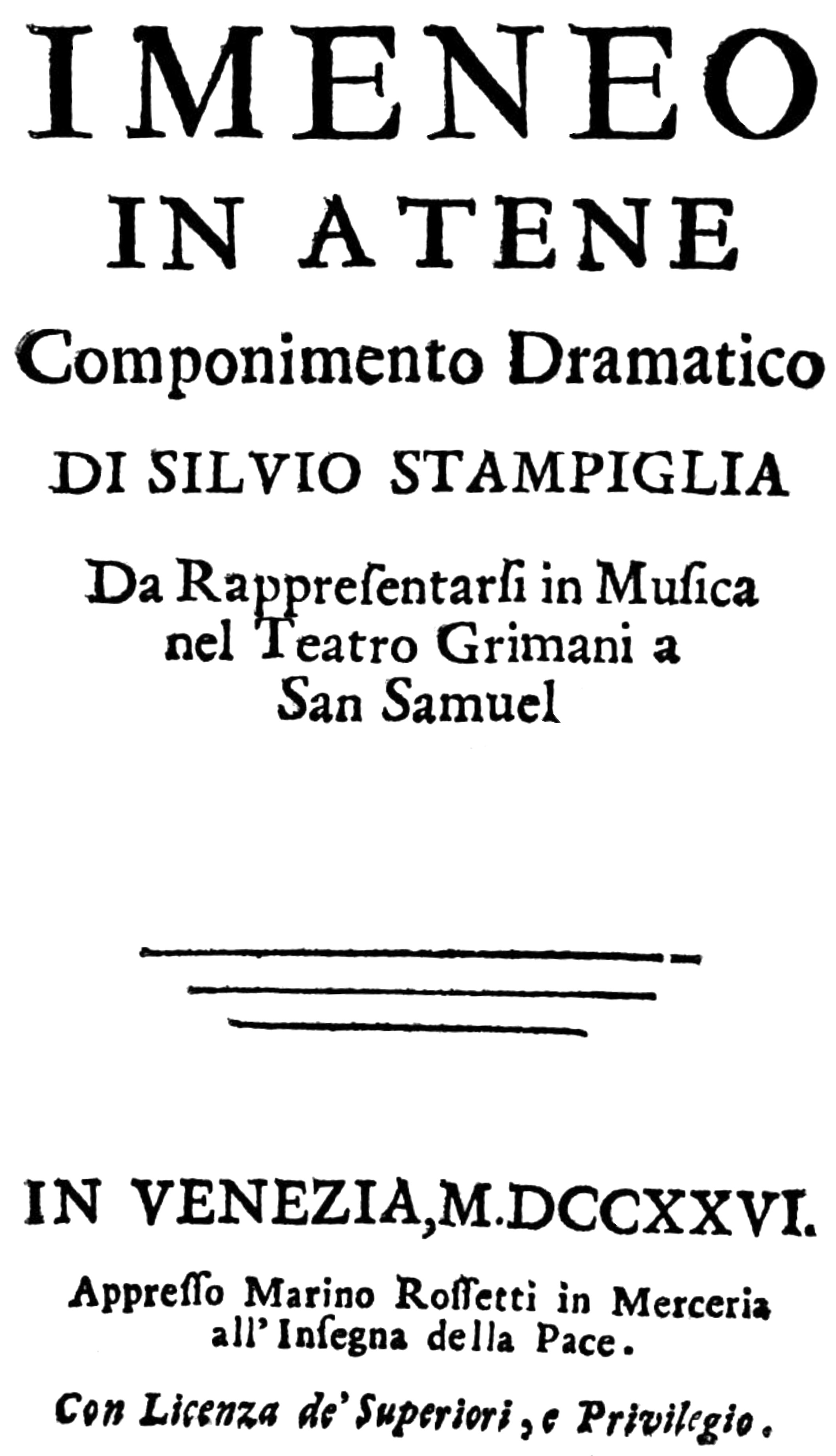
Titelseite des Librettos von Silvio Stampiglia, Druck von Marino Rosetti, Venedig 1726

Das Libretto ist eine anonyme, geringfügige Bearbeitung von Silvio Stampiglias zweiteiligem „componimento drammatico“ Imeneo, dieses geschaffen aus Anlass der Hochzeit eines Adligen aus dem Königreich Neapel, das 1723 mit der Musik von Nicola Porpora (später Händels Rivale in London) in Neapel und in einer dreiaktigen Version als Imeneo in Atene 1726 in Venedig aufgeführt worden war. Imeneo, die Titelfigur der Oper, ist der griechische Gott Hymenaios, der Gott der Hochzeit. Die Figur des Argenio, im neapolitanischen Originallibretto Clomiris Bruder, wurde jetzt zu ihrem Vater, und diese einfache Veränderung der Vorlage trug zu einer deutlich realistischeren Interpretation der Charaktere bei.
Händels Werk wurde in London nur noch einmal, am 13. Dezember 1740,

“[…] By Command of his Royal Highness the Prince of WALES […]”

„[…] auf Befehl Sr. Königl. Hoheit, des Fürsten von Wales […]“

gespielt, nachdem eine für den 29. November geplante Aufführung infolge einer Erkrankung der „Francesina“ ausfallen musste. Händel nahm Imeneo jedoch auf seine Reise nach Irland mit und führte die Oper im Zuge der Dubliner Subskriptionsveranstaltungen im März 1742 zweimal in einer Konzertfassung als „Serenata“ unter dem englischen Titel Hymen in der Neal’s New Musick Hall in der Fishamble Street auf. Das waren die letzten öffentlichen Darbietungen eines italienischen Werkes unter seiner Regie. Für diese Aufführungen nahm er verschiedene musikalische Eingriffe vor, die zwar recht interessant sind, doch nichts an der Tatsache ändern, dass die Partitur der Londoner Aufführungen von 1740 sowohl in dramaturgischer wie auch in musikalischer Hinsicht die beste Fassung des Werkes liefert. Aufgrund der vielfachen Revisionen sind die musikalischen Quellen schwer zu interpretieren; überdies ließ sich erst in jüngster Zeit die gesamte Entstehungsgeschichte des Werkes rekonstruieren.
Die Reaktionen auf die Oper waren sehr gemischt. In der Presse wurde das neue Werk als „Operetta“ bezeichnet. Obwohl das Werk nach den Proben als „sehr gefällig“ beschrieben wurde, ließ sich das Publikum nicht gewinnen. Genau dieser Tenor findet sich in einem Brief des Anwalts Thomas Harris, einem glühenden Anhänger Händels, der den Premierenabend miterlebt hatte, an seinen Bruder, den Philosophen James Harris:

“I have just now bin at Mr. Handel's operetta, at which were the King and all the St. James's royall family […] I don't think it mett with the applause it deserves, as I think there are a great many good songs in it [...]”

„Ich war soeben in der Operette von Herrn Händel, wie auch seine Majestät der König und die gesamte königliche Familie von St. James […] Ich glaube aber nicht, dass sie [die Oper] den gebührlichen Beifall gefunden hat, obwohl doch darin eine große Fülle guter Gesänge zu finden sind.“

Charles Jennens aber, mit dem Händel zu der Zeit, als Imeneo entstand, am Saul gearbeitet hatte, war anderer Meinung und schrieb an James Harris:

“We have had nothing new yet but the Operetta of Hymen, in my opinion the worst of all Handel's Compositions, yet half the songs are good.”

„Wir haben bis jetzt nichts Neues, außer der Operetta Hymen, meiner Meinung nach die schlechteste aller Händelschen Kompositionen, auch wenn die Hälfte der Arien gut sind.“

Die erste Imeneo-Produktion in der Neuzeit hatte am 13. März 1960 im Landestheater von Halle (Saale) Premiere und lief dort an 24 Abenden. Eine deutsche Textfassung hatten Waldtraut Lewin und Kurt Hübenthal erstellt. Die musikalische Leitung hatte Horst-Tanu Margraf.
Eine erste Wiederaufführung des Stückes in Originalsprache und historischer Aufführungspraxis gab es im „Weis Center for the Performing Arts“ der Bucknell University in Lewisburg (Pennsylvania) am 25. April 1988 mit dem Brewer Chamber Orchestra unter der Leitung von Rudolph Palmer.

## Handlung

### Mythologischer und literarischer Hintergrund
Die Sage von Hymenaios, die im „Argomento“ („Vorbemerkung“) des Textbuches der Londoner Uraufführung als Quelle für die Handlung der Oper genannt wird, findet man in Kommentar des römischen Grammatikers Servius zu Vergils Aeneis (um 400 n. Chr.). In dieser wird berichtet, wie ein schöner, aber armer Jüngling aus Athen sich als blinder Passagier auf ein Schiff schleicht, welches edle Jungfrauen nach Eleusis bringen soll. Seine Angebetete ist unter den Frauen, der er nah sein möchte. Als Piraten das Schiff überfallen und die Jungfrauen entführen wollen, besiegt er diese und tötet sie. Zum Dank für seinen Mut hat er am Zielort dann die Erlaubnis bekommen, sein geliebtes Mädchen zu heiraten.

### Erster Akt
Zwei junge Frauen, Rosmene und Clomiri, die mit dem Schiff unterwegs nach Eleusis waren, um dort der Göttin Ceres Opfer darzubringen, sind von Piraten entführt worden. Rosmenes Geliebter, Tirinto, und Clomiris Vater, Argenio, beklagen das Schicksal der beiden Frauen.
Doch schon bald kündigt der Chor die Ankunft eines mutigen, jungen Mann an: Imeneo. Als Frau verkleidet hatte er die Entführer im Schlaf überrascht, getötet und die Jungfrauen so gerettet. Dafür lässt er sich nun feiern und legt seine Verkleidung ab.
Als Dank für seine Heldentat darf Imeneo nun um die Hand von Rosmene anhalten. Ihr Vater, Argenio, willigt ein, was aber Tirinto wütend und eifersüchtig macht. Nun ist es an Rosmene selbst, eine Entscheidung zu treffen.
Die befreiten Mädchen kehren nun zurück und es stellt sich heraus, dass Rosmenes Schwester Clomiri ihrerseits in Imeneo verliebt ist. Falls Rosmene sich für Tirinto entscheiden sollte, wird sich Imeneo vielleicht mit Clomiri einlassen. Wenn ihre Zuneigung aber Imeneo gelten sollte, gehen sowohl Tirinto als auch Clomiri leer aus. Rosmene begreift, dass sie zwischen dem Herzen und der Pflicht wählen muss: Sie liebt Tirinto, aber sie steht in Imeneos Schuld.
Für Imeneo stellt sich die Frage nicht: er habe seine „Turteltaube“ Rosmene gerettet und die „Falken“, die sie bedrohten, getötet. So freut er sich auf seine Hochzeit mit ihr und der Chor preist ihn nochmals.

### Zweiter Akt
Zunehmend verzweifelt über ihr Dilemma, bittet Rosmene die Götter um Rat. Argenio drängt sie, das Richtige – das heißt, was die Ehre verlangt – zu tun und Imeneo zu heiraten, ganz gleich, was sie für Tirinto empfindet.
„Also“, sagt Rosmene, „willst du mich zwingen, untreu zu sein, um nicht undankbar zu sein?“ „Nein“, antwortet Argenio, „die edle Jungfrau, die sich dem Willen der Eltern und des Landes beugt und bei der selbst die Untreue zur Tugend wird, soll nicht untreu genannt werden.“ Schließlich versucht Argenio, Rosmene mit dem Gleichnis vom Löwen, der in der Arena den Kampf mit jenem Verdammten verweigert, der ihm einst im fernen Afrika einen Dorn aus der Pranke gezogen hatte, zur Vernunft zu bringen.
Die weiteren handelnden Personen führen nun verschiedene Argumente für und gegen die Heirat von Rosmene mit Imeneo oder Tirinto an, was diese noch weiter verwirrt und quält. Argenio erklärt, dass Rosmene selbst entscheiden müsse, wen sie heiraten wolle. Der Chor sagt jedoch, dass Amor die Entscheidung treffen wird. Tatsächlich, so wird angedeutet, hat er das bereits getan.

### Dritter Akt
Rosmene ist weiter in ihrer Qual gefangen: „Dankbarkeit und Liebe sind zwei Tyrannen, die mich umbringen werden“. Imeneo und Tirinto bestürmen beide Rosmene, ihre Entscheidung zu treffen und behaupten, dass sie sterben wollen, wenn die Wahl nicht auf sie fiele. Clomiri ist ja in Imeneo verliebt, weiß aber, dass ihre Liebe nicht erwidert wird, weshalb sie nur hofft, ihn glücklich zu sehen, ganz gleich, wie es ausgeht.
Rosmene empfindet die Entscheidung, vor der sie steht, als ungerecht und weiß sich zunehmend aus dieser emotionalen Umklammerung zu befreien: Sie gibt vor, vom Wahn befallen zu sein, um alle zu überrumpeln. Die Reaktion auf ihren vorgetäuschten Wahnsinn, denkt sie, wird alles klarmachen. Sie beschwört den Schatten des Totenrichters Rhadamanthys, eine Waage in der Hand haltend, ihr bei der Entscheidung zu helfen. Die Waage neigt sich mal in die eine, mal in die andere Richtung und schließlich scheint das Schwert des Schattens ihr Herz in zwei Hälften zu spalten, so dass sie zum Entsetzen der Umstehenden wie entseelt zu Boden sinkt. Nun kann sie einen Entschluss fassen: Ihr Wahn, sagt sie, hat sie in die Lage versetzt, weise zu wählen: die Pflicht vor der Leidenschaft und die Dankbarkeit vor der Treue – und damit Imeneo vor Tirinto. Der Chor bejubelt den Sieg der Vernunft gegen das Verlangen, aber das ist kein Trost für Tirinto und Clomiri.

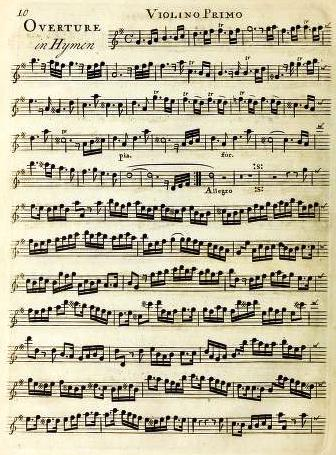
Beginn der Ouverture, Violino Primo, Druck von John Walsh, London ca. 1750

## Musik
„Die Handlung ist unheroisch und unkompliziert; die Stimmung grenzt ans Komische“; dementsprechend ist Händels Musik „melodiös, mit einer auffallenden Vorliebe für die kurze Phrase und eine Eleganz im Unkomplizierten“. Nur Rosmenes vorgetäuschter Wahnsinn in der letzten Szene des dritten Aktes „erinnert an die altgewohnte Intensität der Akademieopern“.
Im Vergleich zu vielen früheren Opern Händels, handelt es sich beinahe schon um eine Kammeroper: Die dramatische Spannung beruht auf dem einfachen und doch kraftvollen Wechselspiel einiger weniger Figuren, die maßvolle Orchesterbesetzung beschränkt sich vor allem auf Streicher und Oboen, und die gesamte Vorstellung dürfte man wohl mit dem Bühnenbild der ersten Szene aufgeführt haben. Diese Bescheidenheit der Mittel kompensiert Händel dadurch, dass er ungewöhnlicherweise auch einzelne Choristen eigene Rollen spielen lässt, vor allem aber durch die ungemein anziehende Musik, die so treffend die einzelnen Charaktere und Situationen ausleuchtet. Es ist denkbar, dass die Möglichkeiten eines intimen Schauspiels wie Imeneo, Händels damaliger Stimmung weit mehr entsprach, als die Aussicht auf ein weiteres Drama voll spektakulärer Effekte. Des Weiteren finden sich im Imeneo Elemente, die – ähnlich einigen anderen Opern der späteren Jahre – auf einen eher ironischen Umgang mit den Konventionen einer Gattung schließen lassen, die im Leben des Komponisten bis dahin eine so zentrale Rolle gespielt hatte.
In musikalischer Hinsicht favorisiert die Oper ganz eindeutig Tirinto; Rosmene jedoch folgt nicht der Stimme ihres Herzens: Sie entscheidet sich für Imeneo, den jungen Helden, nicht für ihren Geliebten, und erfüllt damit die Erwartungen der Öffentlichkeit: Pflicht und Dankbarkeit. Die Arien des Tirinto, Sorge nell'alma mia (Nr. 14) und Pieno il core di timore (Nr. 21) sind großartige Stücke.
Der womöglich auffallendste Aspekt der Oper ist, dass die Musik trotz ihrer verschlungenen und mühsamen Entstehungsgeschichte eine Frische hat, die unterschiedliche Gemütsverfassungen der handelnden Personen ebenso lebendig vermittelt, wie die zunehmenden dramatischen Spannungen. Imeneo konnte freilich einem Publikum merkwürdig erscheinen, das sich in früheren Jahren mit den spektakuläreren, virtuosen und heroischen Opern des Meisters angefreundet hatte, denn Händel übergeht in der Komposition bewusst die Konventionen der Opera seria und bringt hier eine ungewöhnlich einfache und relativ stringente Handlung ausgesprochen humorvoll auf die Bühne.
In der Fassung, die er zwei Jahre später für die Aufführungen in Dublin herstellte, fügte Händel noch zwei Duette für Rosmene und Tirinto, das „ursprüngliche“ Liebespaar, ein: Vado e vivo colla speranza (Nr. 9c) aus Faramondo (1738) im ersten Akt (dort Vado e vivo) und Per le porte del tormento (Nr. 29, aus Sosarme 1732) als bittersüßes Abschiedsduett vor dem Schlusschor hinzu. Dafür strich er drei Arien und kürzte die Rezitative.

### Letzte Szene
Stampiglias Geschichte vom Hochzeitsgott Hymen ist nicht ganz so übersichtlich, wie es der Anlass einer fürstlichen Hochzeit eigentlich geboten hätte. Denn die schöne Rosmene liebt einen anderen; soll nun aus Gründen der Staatsraison aber Imeneo heiraten, der sie begehrt und sie als Preis dafür verlangt, dass er ein Schiff voller athenischer Jungfrauen aus der Hand von Piraten gerettet hat. Die ganze Oper handelt von den Verwicklungen um ihre Entscheidung und kulminiert schließlich in einer Szene gespielten Wahnsinns, in dem Rosmene ihre überraschende Entscheidung trifft – überraschend nicht etwa deshalb, weil sie sich gegen die Liebe und für die Pflicht entscheidet (denn eine solche Entscheidung war in höfischen Kreisen eine Selbstverständlichkeit), sondern dass Rosmenes Wahl so ungereimt anmutet, liegt vor allem daran, wie Händel den Liebhaber Tirinto und den schließlich erwählten Bräutigam Imeneo musikalisch charakterisiert.
Das beginnt bei der Besetzung: Tirinto ist eine Kastratenpartie, Imeneo ein Bass. Niemals aber hatte Händel eine Oper geschrieben, in der ein Bass einen jugendlichen Helden sang. Bässe verkörperten Väter und Schurken (bisweilen in Personalunion), und sie standen für Nebenrollen zur Verfügung. Allein durch die Wahl der Stimmlage ergriff der Komponist Partei für den „Falschen“, der nach seiner Überzeugung doch eigentlich der „Richtige“ war. Dass Tirinto darüber hinaus musikalisch bei weitem differenzierter und anrührender gezeichnet ist, trägt nicht unerheblich zu dem Eindruck bei, dass Rosmene wohl besser getan hätte, sich anders zu entscheiden.
Doch damit nicht genug. Händel, der Imeneo nicht für einen konkreten Anlass schrieb und deshalb nicht darauf achten musste, Ähnlichkeiten mit lebenden Personen und aktuellen Situationen zu vermeiden, setzte bei einer Wiederaufnahme in Dublin im Jahre 1742 noch einen weiteren musikalischen Kommentar über diese offensichtliche Mesalliance obendrauf, welcher der zuvor eher als komisch dargestellten Situation plötzlich einen tragischen Ton verlieh. Bevor Rosmene dem Wahnsinn verfällt, drängen Tirinto und Imeneo auf eine Entscheidung. Sie tun dies mit den Worten eines kleinen Arioso:
| Se la mia pace a me vuoi togliere, barbara, toglimi la vita ancor. | Wenn du mir den Frieden rauben willst, Grausame, nimm mir auch das Leben. |

Zuerst setzt Imeneo Rosmene zu: Die Musik dieses fast wie ein kleines volkstümliches Lied anmutenden Arioso kommt eher unspezifisch und harmlos daher. Sie lebt von einem tänzerischen ⅜-Takt und von den punktierten Wendungen der drei aufeinander folgenden der daktylischen Worte t¿ogliere – bàrbara – tòglimi. Nachdem Imeneo gegangen ist, kommt Tirinto, singt dasselbe Arioso eine Oktave höher und geht. Schließlich kommen sie beide zurück und singen ihr Lied gemeinsam in einem kleinen Duett, immer abwechselnd und zu den Kadenzen hin auch kurzzeitig gemeinsam. Dass Rosmene sich nun in den gespielten Wahnsinn flüchtet, erscheint danach durchaus plausibel. In der ursprünglichen Londoner Fassung endete die Oper mit Rosmenes Entscheidung und einem ebenso kurzen wie unglaubwürdigen Rezitativ, bevor ein Schlusschor ausführlich die Entscheidung zwischen Vernunft (ragione) und Liebe (amore) kommentierte:
| (Rosmene da la mano ad Imeneo) Imeneo Fortunato Imeneo Rosmene Tirinto datti pace e non dispiaccia a te ciò che a me piace. | (Rosmene reicht Imeneo die Hand) Glücklicher Imeneo Tirinto, mach deinen Frieden, und es soll dir nicht missfallen, was mir gefällt. |

Dieser Schluss scheint Händel bei näherem Nachdenken musikalisch wie vor allem dramatisch allzu unbefriedigend vorgekommen zu sein. Zwar hatte er schon mit der Wahl der nicht unbedingt fröhlichen Tonart e-Moll für den Schlusschor hinter Rosmenes Entscheidung ein musikalisches Fragezeichen gesetzt, doch für die Dubliner Version nahm er eine gravierende Änderung vor. Zwischen das Rezitativ und den Schlusschor fügte er eines der schönsten und ergreifendsten Liebesduette ein, das er jemals komponiert hatte: Per le porte del tormento (Durch die Pforten der Qual) ist an seinem ursprünglichen Ort, in Sosarme, der musikalische Höhepunkt einer ungewöhnlichen Situation: Der verwundete, auf einem Bett liegende Titelheld wird von seiner Geliebten Elmira gepflegt, die nicht etwa ob seines Zustandes verzweifelt, sondern nur glücklich darüber ist, ihn, den sie zuvor tot glaubte, lebend bei sich zu haben. In dieser Situation singen Sosarme und Elmira ein Duett, das von Schmerz und Wonne handelt:
| Per le porte del tormento passan l'anime a gioir. Sta il contento del cordoglio sul confine, non v'è rosa senza spine nè piacer senza martir. | Durch die Pforten der Qual schreiten die Seelen zur Freude. Die Zufriedenheit steht an der Grenze des Grams, es gibt keine Rose ohne Dornen und kein Vergnügen ohne Leid. |

Händel machte aus diesem Text ein fast überlanges Duett – so, als wollten Elmira und Sosarme diesen Moment des Glücks bis zur Neige auskosten. Der Gestus des Siciliano, den Händel für pastorale ebenso wie für extrem verzweifelte Situationen reservierte, verweist gleichermaßen auf einen besonderen, herausgehobenen Moment wie die Tonart E-Dur. Eingebettet in einen üppig strömenden Streichersatz singen zwar auch Elmira und Sosarme häufig in den üblichen parallelen Sexten und mit den vertrauten Vorhaltdissonanzen; darüber hinaus aber reichert Händel dieses Duett mit zahlreichen, arkadisch-pastoral anmutenden Orgelpunkten an, die das Paradiesische dieser geschenkten Zweisamkeit unterstreichen.
Dieses Duett nun setzte Händel in Imeneo vor den Schlusschor. Was für eine unerhörte Situation – Rosmene hält Imeneo an der Hand und singt mit Tirinto ein Liebesduett. Der zwischen Freud und Leid changierende Ton des Siciliano verwandelte sich hier zu einer ausweglosen Abschiedsszene. Dass Imeneo in Dublin lediglich konzertant aufgeführt wurde, enthob Händel der Verlegenheit, eine derartige Dreiecksgeschichte inszenieren zu müssen. Die Musik aber verrät, was die Anwesenden ahnen: Diese Ehe kann nicht glücklich werden. Der Gleichklang der Gefühle, aufgehoben im Gleichklang der Stimmen, gilt nicht dem zukünftigen Gemahl. Der Bass eignet sich nicht zum Duett mit dem Sopran. Insofern bestätigt dieses Liebesduett die Idee der Besetzung der Liebhaberrollen mit hohen Stimmen, in alter, wie in neuer Zeit.

## Struktur der Oper (Fassung der Uraufführung, London 1740)
Ouverture. – Menuet. (2 Ob, Str, BC)

### Erster Akt
| Scena I   | 1. Arioso. Tirinto (BC) La mia bella, perduta Rosmene                           |
|           | Recitativo. Argenio, Tirinto Tirinto! Argenio. O barbara fortuna!               |
|           | 2b. Aria. Tirinto (Str, BC) Se potessero i sospir’ miei                         |
| Scena II  | Recitativo. Argenio Cerere onnipotente                                          |
|           | 3. Coro. (2 Ob, Str, BC) Vien Imeneo frà voi                                    |
|           | Recitativo. Tirinto, Argenio, Imeneo Argenio, addio                             |
|           | 4. Coro. (2 Ob, Str, BC) Vien Imeneo frà voi                                    |
|           | Recitativo. Tirinto, Argenio, Imeneo, Clomiri, Rosmene Valoroso Imeneo!         |
|           | 5b. Aria. Imeneo (2 Vl, BC) Di cieca notte allor, che l’ombra il monte ingombra |
| Scena III | Recitativo. Imeneo Rosmene, al fin dovresti                                     |
|           | 6. Aria. Rosmene (2 Ob, Str, BC)Ingrata mai non fui, non ho di sasso il cor     |
| Scena IV  | Recitativo. Imeneo, Tirinto Se non era il mio braccio                           |
|           | 7a. Aria. Tirinto (2 Vl, BC) Mi chiederesti meno, se mi chiedessi il core       |
| Scena V   | Recitativo. Clomiri, Imeneo Se non era il tuo braccio mi troverei               |
|           | 8c. Aria. Clomiri (2 Vl, BC) V’è un infelice, che per te muore                  |
| Scena VI  | Recitativo. Imeneo Paventar non degg’io, che non venga Rosmene                  |
|           | 9b. Aria. Imeneo (2 Vl, BC) Esser mia dovrà la bella tortorella                 |
|           | 10. Coro. (2 Ob, Str, BC) Vien Imeneo frà voi                                   |

### Zweiter Akt
| Scena I   | 11. Arioso. Rosmene (BC) Deh! m’ajutate, oh Dei!                                                       |
|           | Recitativo. Argenio, Rosmene Vogliono i tuoi maggiori                                                  |
|           | 12. Aria. Argenio (Str, BC) Su l’arena di barbara scena                                                |
| Scena II  | Recitativo. Rosmene, Clomiri La mia mente or confusa vorria                                            |
|           | 13. Aria. Rosmene (2 Ob, Str, BC) Semplicetta, la saetta                                               |
| Scena III | Recitativo. Clomiri, Tirinto Tirinto, era poc’anzi meco Rosmene                                        |
|           | 14b. Aria. Imeneo (Str, BC) Sorge nell’alma mia                                                        |
| Scena IV  | Recitativo. Clomiri, Imeneo (Tirinto, Imeneo) Imeneo, lieto in viso                                    |
|           | 15c. Aria. Clomiri (2 Vl, BC) È si vaga del tuo bene, che al suo mal non pensera                       |
| Scena V   | Recitativo. Imeneo (Tirinto) Sembra un fanciullo, amore, innocente                                     |
|           | 16b. Aria. Imeneo (2 Vl, BC) Chi scherza colle rose un di si pungerà                                   |
| Scena VI  | Recitativo. Argenio, Tirinto, Imeneo, Rosmene Udisti già, che ad Imeneo concesso                       |
|           | 17. Terzetto. Rosmene, Tirinto, Imeneo (2 Ob, Str, BC) Consolami, mio bene, pria che il dolor m’uccida |
|           | 18. Coro. (2 Ob, Str, BC) È troppo bel trofeo della bellezza il cor                                    |

### Dritter Akt
| Scena I    | 19. Sinfonia. (2 Ob, Str, BC)                                                                  |
|            | Recitativo. Tirinto, Imeneo, Rosmene Al fin decidi. Decidero                                   |
|            | 20. Aria. Rosmene (2 Vl, BC) In mezzo a voi dui qui lascio il mio core                         |
| Scena II   | Recitativo. Imeneo, Tirinto Se tua sarà Rosmene                                                |
|            | 21b. Aria. Tirinto (2 Vl, BC) Pieno il core di timore palpitar                                 |
| Scena III  | Recitativo. Clomiri, Imeneo Sarei lieta ancor io                                               |
|            | 22b. Aria. Clomiri (2 Ob, Str, BC) Se ricordar t’en vuoi, già che di lei non puoi              |
| Scena IV   | Recitativo. Imeneo Perdonami, Clomiri                                                          |
| Scena V    | Recitativo. Rosmene Fiero destino                                                              |
| Scena VI   | Recitativo. Imeneo, Rosmene Rosmene, a che sospendi                                            |
|            | 23. Arioso. Imeneo (Str, BC) Se la mia pace a me vuoi togliere                                 |
| Scena VII  | Recitativo. Tirinto, Rosmene Sospirata Rosmene, anima mia                                      |
|            | 24b. Arioso. Tirinto (Str, BC) Se la mia pace a me vuoi togliere                               |
| Scena VIII | Recitativo. Clomiri, Argenio, Rosmene Scorgesti, che Rosmene più non sembra in se stessa?      |
|            | 25. Duettino. Imeneo, Tirinto (Str, BC) Se la mia pace a me vuoi togliere                      |
|            | Recitativo. Rosmene, Tirinto, Imeneo, Argenio, Clomiri La vita? Eh, che la donna venne qua giù |
|            | 26. Recitativo accompagnato. Rosmene Miratela, che arriva                                      |
|            | Recitativo. Imeneo, Tirinto, Clomiri, Argenio, Rosmene Misera! Sventurata!                     |
|            | 27. Arioso. Rosmene (2 Vl, BC) Al voler di tua fortuna già Rosmene acconsenti                  |
|            | Recitativo. Rosmene, Argenio, Clomiri, Imeneo, Tirinto Disse appunto così                      |
|            | 28. Aria. Rosmene (Str, BC) Io son quella navicella, che venica a questa sponda                |
|            | Recitativo. Rosmene, Imeneo Non vuol ch’io più ritorni                                         |
|            | 30. Coro. (2 Ob, Str, BC) Se consulta il suo dover                                             |

## Struktur der Serenata (Dubliner Fassung, 1742)
Ouverture. – Menuet. (2 Ob, Str, BC)

### Erster Akt
| Scena I   | 1. Arioso. Tirinto (BC) La mia bella, perduta Rosmene                            |
|           | Recitativo. Argenio, Tirinto Tirinto! Argenio? O barbara fortuna!                |
|           | 2b. Aria. Tirinto (Str, BC) Se potessero i sospir’ miei                          |
| Scena II  | Recitativo. Argenio Cerere onnipotente                                           |
|           | 3. Coro. (2 Ob, Str, BC) Vien Imeneo frà voi                                     |
|           | Recitativo. Tirinto, Argenio, Imeneo Argenio, addio                              |
|           | 5c. Aria. Argenio (2 Vl, BC) Di cieca notte allor, che l’ombra il monte ingombra |
| Scena III | Recitativo. Imeneo Rosmene, al fin dovresti                                      |
|           | 6. Aria. Rosmene (2 Ob, Str, BC)Ingrata mai non fui, non ho di sasso il cor      |
| Scena IV  | Recitativo. Imeneo, Tirinto Se non era il mio braccio                            |
|           | 7b. Aria. Tirinto (Str, BC) D’amor nei primi istanti facili son gli amanti       |
| Scena V   | Recitativo. Imeneo Paventar non degg’io, che non venga Rosmene                   |
|           | 9b. Aria. Imeneo (2 Vl, BC) Esser mia dovrà la bella tortorella                  |
| Scena VI  | 9c. Duetto. Rosmene, Tirinto (Str, BC) Vado e vivo colla speranza                |

### Zweiter Akt

#### Prima parte
| Scena Ia  | Aria. Tirinto (BC) Due bell’alme innamorate                                                            |
| Scena I   | Recitativo. Argenio, Rosmene Vogliono i tuoi maggiori                                                  |
|           | 12. Aria. Argenio (Str, BC) Su l’arena di barbara scena                                                |
| Scena II  | Recitativo. Rosmene, Clomiri La mia mente or confusa vorria                                            |
|           | 13. Aria. Rosmene (2 Ob, Str, BC) Semplicetta, la saetta                                               |
| Scena III | Recitativo. Clomiri, Imeneo (Tirinto, Imeneo) Imeneo, lieto in viso                                    |
|           | 15d. Aria. Tirinto (2 Vl, BC) È si vaga del tuo bene, che al suo mal non pensera                       |
|           | 14b. Aria. Imeneo (Str, BC) Sorge nell’alma mia                                                        |
| Scena IV  | Recitativo. Imeneo (Tirinto) Sembra un fanciullo, amore, innocente                                     |
|           | 16c. Aria. Tirinto (2 Vl, BC) Chi scherza colle rose un di si pungerà                                  |
| Scena V   | Recitativo. Argenio, Tirinto, Imeneo, Rosmene Udisti già, che ad Imeneo concesso                       |
|           | 17. Terzetto. Rosmene, Tirinto, Imeneo (2 Ob, Str, BC) Consolami, mio bene, pria che il dolor m’uccida |
| Scena VI  | 18. Coro. (2 Ob, Str, BC) È troppo bel trofeo della bellezza il cor                                    |

#### Seconda parte
| Scena I   | 19. Sinfonia. (2 Ob, Str, BC)                                                                  |
|           | Recitativo. Tirinto, Imeneo, Rosmene Al fin decidi. Decidero                                   |
|           | 20. Aria. Rosmene (2 Vl, BC) In mezzo a voi dui qui lascio il mio core                         |
| Scena II  | Recitativo. Imeneo, Tirinto Se tua sarà Rosmene                                                |
| Scena III | Recitativo. Rosmene Fiero destino                                                              |
| Scena IV  | Recitativo. Imeneo, Rosmene Rosmene, a che sospendi                                            |
|           | 23. Arioso. Imeneo (Str, BC) Se la mia pace a me vuoi togliere                                 |
| Scena V   | Recitativo. Tirinto, Rosmene Sospirata Rosmene, anima mia                                      |
|           | 24c. Aria. Tirinto (Str, BC) Un guardo solo, pupille amate                                     |
|           | Recitativo. Tirinto, Rosmene Sentimi, per pietà                                                |
|           | 23. Arioso. Tirinto (Str, BC) Se la mia pace a me vuoi togliere                                |
| Scena VI  | Recitativo. Clomiri, Argenio, Rosmene Scorgesti, che Rosmene più non sembra in se stessa?      |
|           | 25. Duettino. Imeneo, Tirinto (Str, BC) Se la mia pace a me vuoi togliere                      |
|           | Recitativo. Rosmene, Tirinto, Imeneo, Argenio, Clomiri La vita? Eh, che la donna venne qua giù |
|           | 26. Recitativo accompagnato. Rosmene Miratela, che arriva                                      |
|           | Recitativo. Imeneo, Tirinto, Clomiri, Argenio, Rosmene Misera! Sventurata!                     |
|           | 27. Arioso. Rosmene (2 Vl, BC) Al voler di tua fortuna già Rosmene acconsenti                  |
|           | Recitativo. Rosmene, Argenio, Clomiri, Imeneo, Tirinto Disse appunto così                      |
|           | 28. Aria. Rosmene (Str, BC) Io son quella navicella, che venica a questa sponda                |
|           | Recitativo. Rosmene, Imeneo Non vuol ch’io più ritorni                                         |
|           | 29. Duetto. Tirinto, Rosmene (Str, BC) Per le porte del tormento passan l’anime a gioir        |
|           | 30. Coro. (2 Ob, Str, BC) Se consulta il suo dover                                             |

## Erfolg und Kritik
“[…] Imeneo is a little masterpiece, the best of the post-Alcina operas with the exception of Serse.”

„[…] Imeneo ist ein kleines Meisterwerk, die Beste seiner Opern nach Alcina mit Ausnahme des Xerxes.“

## Orchester
Zwei Oboen, Streicher, Basso continuo (Violoncello, Laute, Cembalo).

## Diskografie
- Berlin Classics 0091102 (1966): Günther Leib (Imeneo), Hans-Joachim Rotzsch (Tirinto), Sylvia Geszty (Rosmene), Renate Krahmer (Clomiri), Siegfried Vogel (Argenio)
Händelfestspielorchester Halle; Dir. Horst-Tanu Margraf (56 min, deutsch, gekürzt)
- Oriel Music Society OMS 017/3 (1980): Stephen Varcoe (Imeneo), Janet Baker (Tirinto), Yvonne Kenny (Rosmene), Joy Roberts (Clomiri), Don Garrad (Argenio)
English Chamber Orchestra; Dir. Anthony Lewis (englisch)
- Brilliant Classics 99777-19/20 (1985): John Ostendorf (Imeneo), D’Anna Fortunato (Tirinto), Julianne Baird (Rosmene), Beverly Hoch (Clomiri), Jan Opalach (Argenio)
Brewer Chamber Orchestra; Dir. Rudolph Palmer (112 min)
- Pro Musica Camerata 025 (1999): Wojciech Adalbert Gierlach (Imeneo), Jacek Laszczkowski (Tirinto), Olga Pasichnyk (Rosmene), Marta Boberska (Clomiri), Andrezej Klimcszak (Argenio)
: Musicae Antiquae Collegium Varsoviense; Dir. Władysław Kłosiewicz (132 min)
- CPO 999 915-2 (2002): Kay Stiefermann (Imeneo), Ann Hallenberg (Tirinto), Johanna Stojkovic (Rosmene), Siri Karoline Thornhill (Clomiri), Locky Chung (Argenio)
Capella Augustina Köln; Dir. Andreas Spering (123 min)
- Glossa Records GCD923405 (2016): Magnus Staveland (Imeneo), Ann Hallenberg (Tirinto), Monica Piccinini (Rosmene), Cristiana Arcari (Clomiri), Fabrizio Beggi (Argenio)
Europa Galante; Dir. Fabio Biondi (114 min)